# 刺平粉介殼蟲
刺平粉介殼蟲（学名：Rastrococcus spinosus）为粉介殼蟲科平粉介殼蟲屬下的一个种。